# Giovanni Beatrice
Giovanni Beatrice detto Zanzanù (Gargnano, 23 aprile 1576 – Tignale, 17 agosto 1617) è stato un brigante italiano, suddito della Repubblica di Venezia.
Giovanni Beatrice, in maniera analoga allo zio Giovan Francesco Beatrice detto Lima, può essere a ragione considerato una figura emblematica di quel mondo del banditismo che nel corso dell’età moderna si rintraccia in molti paesi dell’area Mediterranea . La forte azione repressiva condotta contro di lui contribuì in un certo senso a dilatare la sua immagine di fuorilegge, che già nel corso della sua vita crebbe in misura tale da entrare nella dimensione del mito. Un mito che incontrò nella popolazione più umile della riva occidentale del Garda un punto di riferimento costante; ma che diede pure luogo ad una narrazione contraddistinta da una retorica fortemente negativa veicolata dalle numerose sentenze pronunciate contro di lui. Sentenze che vennero acriticamente riprese nel corso degli ultimi due secoli da una letteratura che erroneamente tendeva a equiparare la persona esclusa dalla comunità a seguito della pena del bando alla più nota figura del brigante ottocentesco.
Fu uno dei più noti e temuti banditi della Serenissima ritenuto a torto responsabile, con la sua banda, tra il 1602 e il 1617 di circa 200 omicidi. Così infatti appare dalla testimonianza del bandito e sicario Alessandro Remer di Malcesine, il quale fu assoldato nel 1609 da un gruppo di mercanti di Desenzano del Garda per sterminare la cosiddetta banda degli Zannoni. Dalle ventidue sentenze di bando pronunciate dalle magistrature veneziane contro il Beatrice, dal 1605 al 1616, si può invece evincere come gli omicidi a lui sicuramente attribuiti non raggiungessero la decina e tutti commessi negli anni 1605-1609 soprattutto nei confronti di coloro che si erano resi autori dell'uccisione del padre. È questa l'immagine che traspare dalle fonti giudiziarie che testimoniano sia le numerose sentenze inflitte contro di lui, che l'attività degli spietati cacciatori di taglie protesi a conseguire premi e benefici offerti dalla Repubblica di Venezia in cambio della sua uccisione. In realtà, un esame più accurato delle stesse fonti permette di delineare la figura di un uomo che divenne fuorilegge per difendere il suo onore e quello della propria famiglia. Una figura di bandito che divenne ben presto leggendaria anche per la consapevolezza che, negli anni stessi della sua vita, la popolazione più umile dei centri del Garda ebbe dei soprusi e delle ingiustizie che vennero commesse nei suoi confronti. Le vicende della vita di questo uomo e l'estrema complessità delle relazioni sociali entro cui si svolsero si costituiscono emblematicamente come la rappresentazione significativa delle trasformazioni che investirono in tutta Europa la pena del bando, determinando il passaggio della figura del bandito tradizionale e delle dinamiche conflittuali che la animavano, in quella del fuorilegge considerato pericoloso nemico della tranquillità sociale.

## Biografia

### La famiglia Beatrice

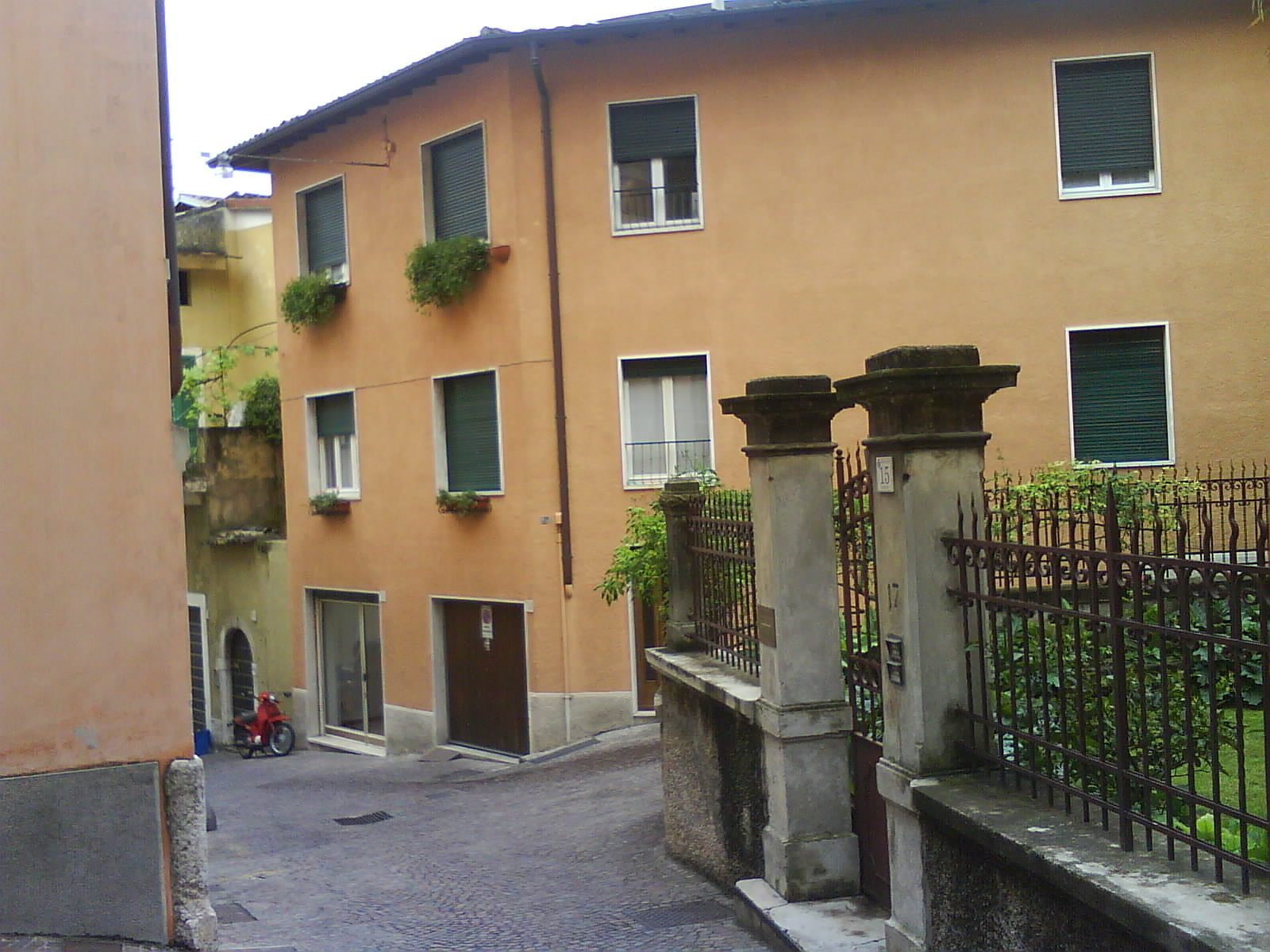
Gargnano, via Guglielmo Marconi. Qui sorgeva la casa di proprietà di Caterina, moglie di Giovanni Beatrice, che fu demolita nel 1610 per ordine della magistratura veneta.

La famiglia proveniva da Valle dei Laghi nel Trentino, in prossimità di Castel Madruzzo, ma già dalla fine del Quattrocento è stabilmente insediata a Gargnano, sulla riva occidentale del lago di Garda, dove Giovanni nacque nel 1576 da Giovan Maria e Anastasia Manin. Il suo ramo venne chiamato con il soprannome di Zanon, distinguendosi da quello dello zio Giovan Francesco (nato nel 1556), soprannominato Lima. Nel 1598 si unì in matrimonio con Caterina Pullo di Fornico da cui ebbe molti figli, alcuni dei quali nati dopo la sua latitanza. La famiglia era dedita alla mercatura, ma di certo, non a diversità di buona parte della popolazione della riva occidentale del lago di Garda, praticava pure la fiorente attività del contrabbando di grani, che dal mercato di Desenzano transitava verso il territorio arciducale. Da un’approfondita inchiesta, avviata dal Provveditore della Riviera nel 1598 per reprimere una vasta attività di contrabbando condotta nei principali centri del lago, la famiglia Beatrice risulta possedere un fondaco a Riva e una bottega di chiodi e di granaglie a Gargnano. Giovanni, più degli stessi suoi parenti, è accusato in particolare di utilizzare il fondaco di famiglia per vendere il grano acquistato sul grande mercato granario.

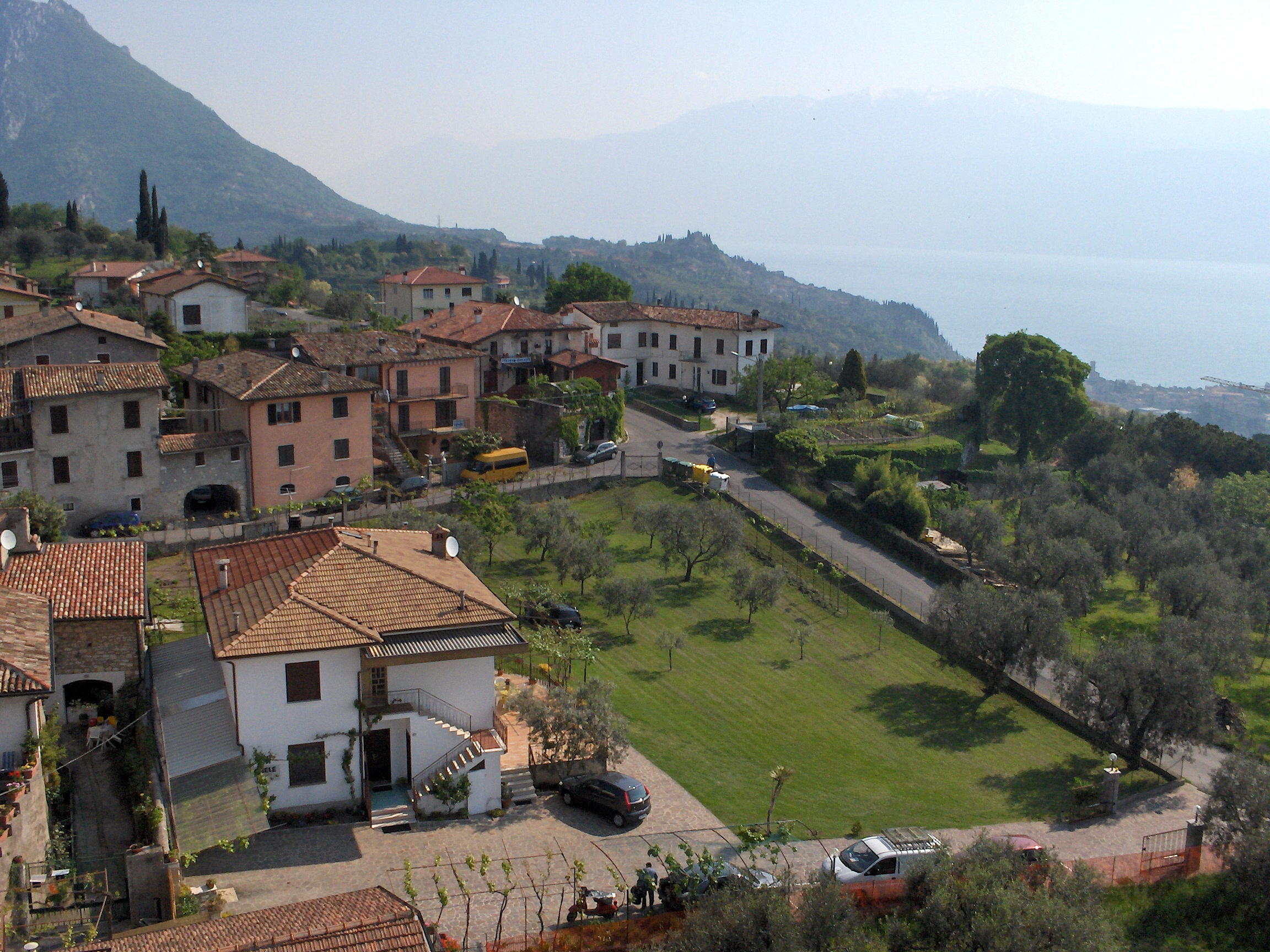
Vigole di Monte Maderno, il paese natale della famiglia Riccobono Sette

### Il primo bando
La biografia di Giovanni si arricchisce a partire dal 1602, quando, di seguito ad un aspro conflitto che si era acceso tra le famiglie Beatrice e Sette di Maderno egli è colpito da numerose sentenze di bando ed è costretto ad allontanarsi da Gargnano insieme allo zio Giovan Francesco. L’antagonismo tra le due famiglie era in realtà inizialmente sorto di seguito alle azioni violente di Giacomo Sette detto il Chierico, figlio di Riccobon di Vigole di Monte Maderno, che ambiva a mantenere la continuità del beneficio della cura arcipretale di Maderno, ottenuta nei decenni precedenti dalla parentela dei Sette, ma infine assegnata alla famiglia rivale Pullo del vicino villaggio di Fornico. Già bandito in precedenza, nell’ottobre del 1600 Giacomo Sette uccise in un agguato il chierico Ambrogio Pullo, il giovane fratello dell’arciprete di Maderno. Il conflitto si estese anche a Gargnano in quanto Giovanni, venne direttamente colpito dalla morte di Ambrogio Pullo, fratello della moglie Caterina. Le tensioni latenti si manifestarono visibilmente il 24 marzo 1602, in occasione della rassegna delle cernide (milizie popolari) che si teneva a Bogliaco e nella quale erano stati radunati gli uomini adulti dei villaggi che facevano capo tra l’altro alle quadre di Gargnano e di Maderno. Giovanni Beatrice e Francesco Sette, fratello del Chierico, si trovarono così l’uno di fronte all’altro e ne nacque un alterco che dalle parole passò rapidamente ai fatti. Giovanni ferì il rivale e riuscì a salvarsi dagli uomini che lo inseguivano grazie all’intervento dello zio Giovan Francesco che, dopo aver colpito a morte un compagno del Sette, costrinse gli inseguitori ad arretrare. Di seguito a tale episodio Giovanni Beatrice e lo zio Giovan Francesco Lima vennero perpetuamente banditi da tutti i territori della Repubblica.

### L’omicidio del padre
I due si rifugiarono a Riva, dove Giovan Francesco possedeva una casa. Se fossero rientrati nei territori loro interdetti avrebbero potuto essere impunemente uccisi come prevedevano le leggi dell’epoca. Essi avrebbero potuto liberarsi dal bando solo dopo un certo periodo di tempo e previa la pace ottenuta dagli avversari. Un esito, comunque, non improbabile, che li avrebbe ben presto restituiti alla natia Gargnano. Ma gli anni seguenti furono contrassegnati dal clima violento innescato da Giacomo Sette, colpito da diverse sentenze di bando per i numerosi omicidi commessi nei confronti di membri delle famiglie rivali. A causa della protezione ed aiuto accordati al figlio Giacomo, Riccobon Sette finì in carcere a Salò, mentre l’altro figlio Francesco venne a sua volta colpito da un bando che lo costringeva ad allontanarsi da tutti i territori della Repubblica. La situazione precipitò agli inizi della primavera del 1603, quando Giacomo Sette venne ucciso in un agguato ad Armo, in territorio arciducale, da uno dei suoi numerosi nemici, Eliseo Baruffaldo originario di Turano della Val Vestino, la cui famiglia era stata gravemente colpita dalle sue azioni violente. La pace tra le due famiglie antagoniste Sette e Beatrice venne comunque raggiunta nell’agosto del 1603 grazie all’intervento di fra Tiziano Degli Antoni superiore del convento di San Francesco di Gargnano. In realtà il clima di violenza che si era diffuso nel territorio dell’Alto Garda e la morte di Francesco l’altro figlio di Riccobon Sette, impedirono che l’accordo venisse rispettato.
Riccobon Sette e il cognato Bernardino Bardelli, arciprete di Gargnano, meditavano la vendetta, che venne raggiunta il 4 maggio 1605 con l’uccisione di Giovan Maria Beatrice, padre di Giovanni, ucciso da un gruppo di uomini armati mentre passeggiava sotto la loggia comunale di Gargnano.
Così, in una sua memoria stesa quasi sul finire della sua vita, Giovanni Beatrice ricorda questi momenti:
“Il padre di me Giovanni Zannoni della Riviera di Salò, qual faceva ostaria in quella terra, passo ordinario di Alemagna per quelli che discendono per il lago, e dalla quale traheva il vitto di tutta la sua povera famiglia, mentre egli viveva quieto, fondato una solenne pace con giuramento firmata, sopra il sacramento dell'altare, fu empiamente trucidato da alcun della Riviera. Per questa sì inhumana e barbara attione, dubitando io Giovanni sudetto di non esser sicuro dalla fellonia d'huomini sì crudeli, indotto dalla disperatione, risolsi di vendicare sì grave offesa e d'assicurare la propria vita, presa la via dell'armi, vendicai con morti d'inimici la perdita del padre et la privatione del modo di sostener la famiglia mia; per le quali operationi restai bandito e continuandosi da nostri inimici le persecutioni, anch'io rispondendo con nuove vendette, tirando uno dietro all'altro, hebbi gran numero di bandi”

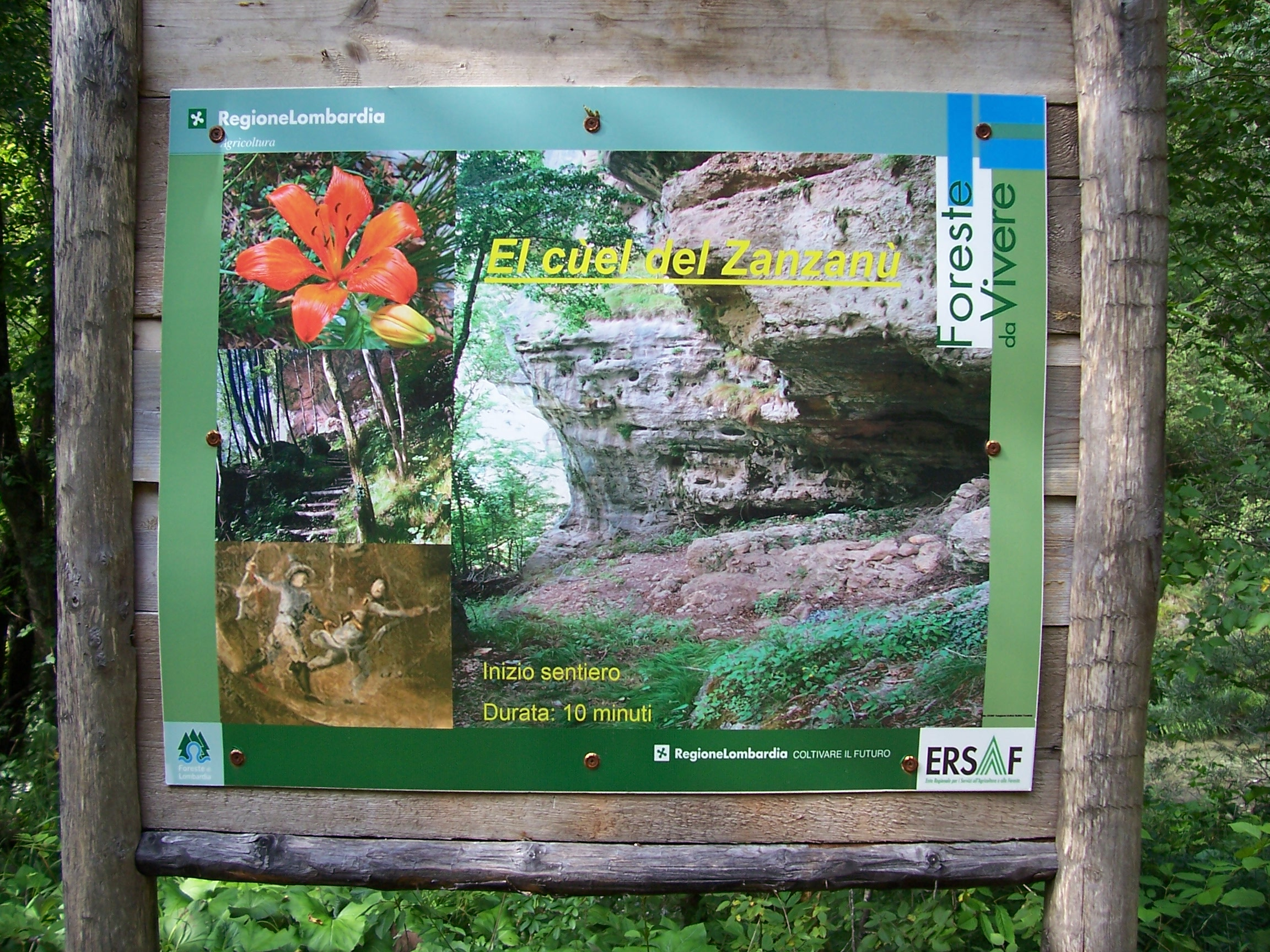
Il cartellone informativo posto a cura dell'ERSAF Lombardia nella Valle del Droanello che indica l'accesso al sentiero che conduce al Cùel Zanzanù o Cùel del Martelletto.

### La vendetta
L'omicido di Giovan Maria Beatrice ad opera di sicari inviati dall'arciprete di Gargnano spinse il conflitto ad esiti estremi.

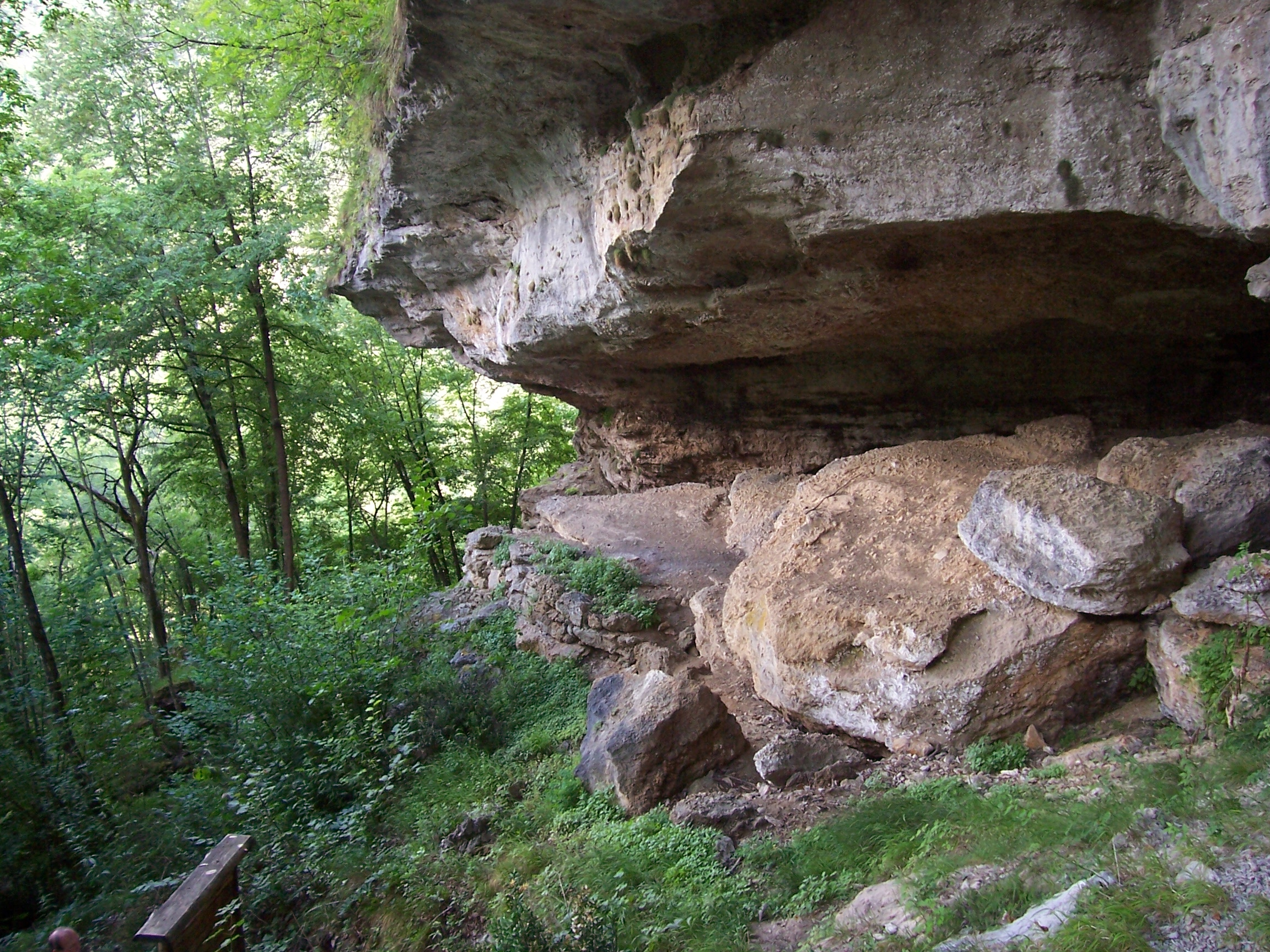
Cùel Zanzanù o Cùel del Martelletto nella Vallata del Droanello. Qui, il 10 novembre 1606 fu ucciso da cacciatori di taglie il bandito Giovanni Pietro Sette detto il Pellizzaro e messi in fuga Eliseo Baruffaldo e Giacomino Sette.

Negli anni 1605-1607 Giovanni Beatrice compì infatti diversi colpi di mano contro i suoi avversari e nemici, riuscendo sempre a sfuggire ai numerosi agguati tesigli dai cacciatori di taglie che erano sulle sue tracce. Non fu così per due suoi compagni, Eliseo Baruffaldo e Giovan Pietro Sette detto Pellizzaro che nel novembre del 1606 vennero uccisi da alcuni cacciatori di taglie e da alcuni nemici del Beatrice che il Provveditore generale in Terraferma, in tutta segretezza, aveva inviato sulle loro tracce. I due vennero uccisi l'11 novembre 1606 in un agguato notturno teso sopra i monti di Gargnano e le loro teste mozzate vennero esposte nella piazza di Salò per il loro riconoscimento..
La spirale di violenza venutasi a creare di seguito alla faida tra le due famiglie contribuì a definire l'immagine negativa di Zanzanù, soprattutto a partire dagli anni 1608-1609, quando era ormai impossibilitato a difendersi ricorrendo alle vie ordinarie della giustizia. Gli vennero così attribuiti molti delitti di cui di certo non era responsabile (come le rapine e i furti). L'avrebbe ricordato lui stesso, nel 1616 in una sua supplica diretta al Consiglio dei dieci:
"Confesso esser reo di molti bandi, tutti però per delitti privati et niuno per minima attinentia di cose publiche e di stato, né con conditione escluso dalla presente parte, né meno con carico di risarcir alcuno, ma siami ben anco lecito il dire che, essendo stati commessi molti eccessi da altri sotto il nome mio, di quelli essendo fuori di speranza di potermi liberare, già mai non ho curato di scolparmi.".

### L'agguato a Riva del Garda
Le azioni di disturbo compiute dai Beatrice avevano però coalizzato un vasto e potente gruppo di mercanti del lago, ormai decisi a chiudere la partita con i banditi, contando anche sul fatto che il giusdicente di Riva si era infine deciso a togliere loro ogni forma di protezione. In accordo con il provveditore Benedetti essi fecero affluire un centinaio di uomini, molti dei quali erano pure colpiti dalla pena del bando, disponendoli in agguato in vari punti del lago. Grazie ad una persona che avevano infiltrato nella banda, la caccia all'uomo non poté che avere un esito positivo. Il successo arrise al bandito Alessandro Remer che da oltre due mesi attendeva in agguato a Riva del Garda con un consistente gruppo di uomini. Nella notte tra il 13 e il 14 febbraio del 1609 la banda Zanoni, che si stava avvicinando al porto di Riva, fu investita da un micidiale fuoco di archibugi. Alcuni di loro morirono all'istante. Giovan Francesco Beatrice venne ferito, mentre il nipote Giovanni ed alcuni altri si salvarono tuffandosi nel lago, giungendo poi fortunosamente a Limone. Dopo aver nascosto ed assicurato lo zio in un casolare sopra i monti di Limone. Giovanni Beatrice si diresse verso Gargnano. Lo accompagnava l'infiltrato Gaspare Feltrinello, che tentò inutilmente di ucciderlo, anche se riuscì a comunicare al Remer il luogo in cui si era rifugiato Giovan Francesco Beatrice.

### L’omicidio del podestà Bernardino Ganassoni
Quel tuffo nel lago che permise a Giovanni di sopravvivere fu l’avvio dell’epopea di un bandito che pure negli anni precedenti si era mosso, sotto la guida dello zio, nell’inesorabile ricerca della vendetta. Un’epopea che si caratterizzò da subito con una serie di azioni eclatanti e l’avvio del mito contrassegnato dall’imprendibilità e dal coraggio. Così di certo una parte della popolazione cominciava a percepirne l’immagine, nonostante le severe sentenze pronunciate dalle magistrature veneziane, che lo accusavano pure di delitti come i furti e le rapine, allora ritenute oltremodo infamanti. Un’immagine che cominciava a delinearsi estremamente pericolosa, soprattutto nel momento in cui essa finiva inevitabilmente per riverberarsi negli aspri conflitti che dilaniavano pure il ceto dirigente di Salò e le famiglie che più si identificavano nel Consiglio generale della Magnifica Patria. Tant’è che, quando, il 29 maggio 1610, il podestà di Salò Bernardino Ganassoni venne platealmente ucciso da alcuni suoi avversari nel Duomo di Salò, durante una solenne funzione religiosa, fu facile gioco coinvolgere Giovanni Beatrice, il quale fu accusato di essere uno dei principali autori dell’omicidio. Il coinvolgimento di Giovanni Beatrice nell'omicidio del podestà Bernardino Ganassoni fu in realtà opera di una convergenza di interessi che vide come protagonisti il provveditore Giovan Battista Loredan, il mercante Alberghino Alberghini e, successivamente, lo stesso provveditore e inquisitore oltre Mincio Leonardo Mocenigo. Il Loredan era infatti preoccupato che non emergessero i gravi retroscena che avevano condotto all'omicidio del podestà. Giovanni fu colpito da una severissima sentenza pronunciata dal Consiglio dei dieci, che tra l’altro prevedeva l’abbattimento della sua casa di famiglia posta in Gargnano, con la confisca di tutti i suoi beni. Il clima incandescente di quei mesi spinse inoltre le supreme autorità veneziane ad inviare in Riviera Leonardo Mocenigo, il Provveditore generale eletto dal Senato per reprimere il banditismo nei territori posti oltre il Mincio. Giunto a Salò nell’autunno del 1610, il Mocenigo in realtà ripristinò gli equilibri infranti dalle tensioni insorte nei due anni precedenti e dall’omicidio del Ganassoni. La sua azione repressiva si mosse però soprattutto nei confronti di Giovanni Beatrice e dei suoi sostenitori, tra cui la moglie Caterina che venne bandita. Inoltre ordinò l’abbattimento della sua casa, così come era stato ordinato nella sentenza del Consiglio dei dieci. Fra Tiziano Degli Antoni, protettore spirituale di Giovanni, fu costretto ad abbandonare il monastero di San Francesco, anche perché si era apertamente esposto nel corso dell’inchiesta avviata di seguito all’omicidio Ganassoni, facendosi interprete presso gli ambasciatori bresciani inviati in Riviera dell’innocenza di Giovanni Beatrice.

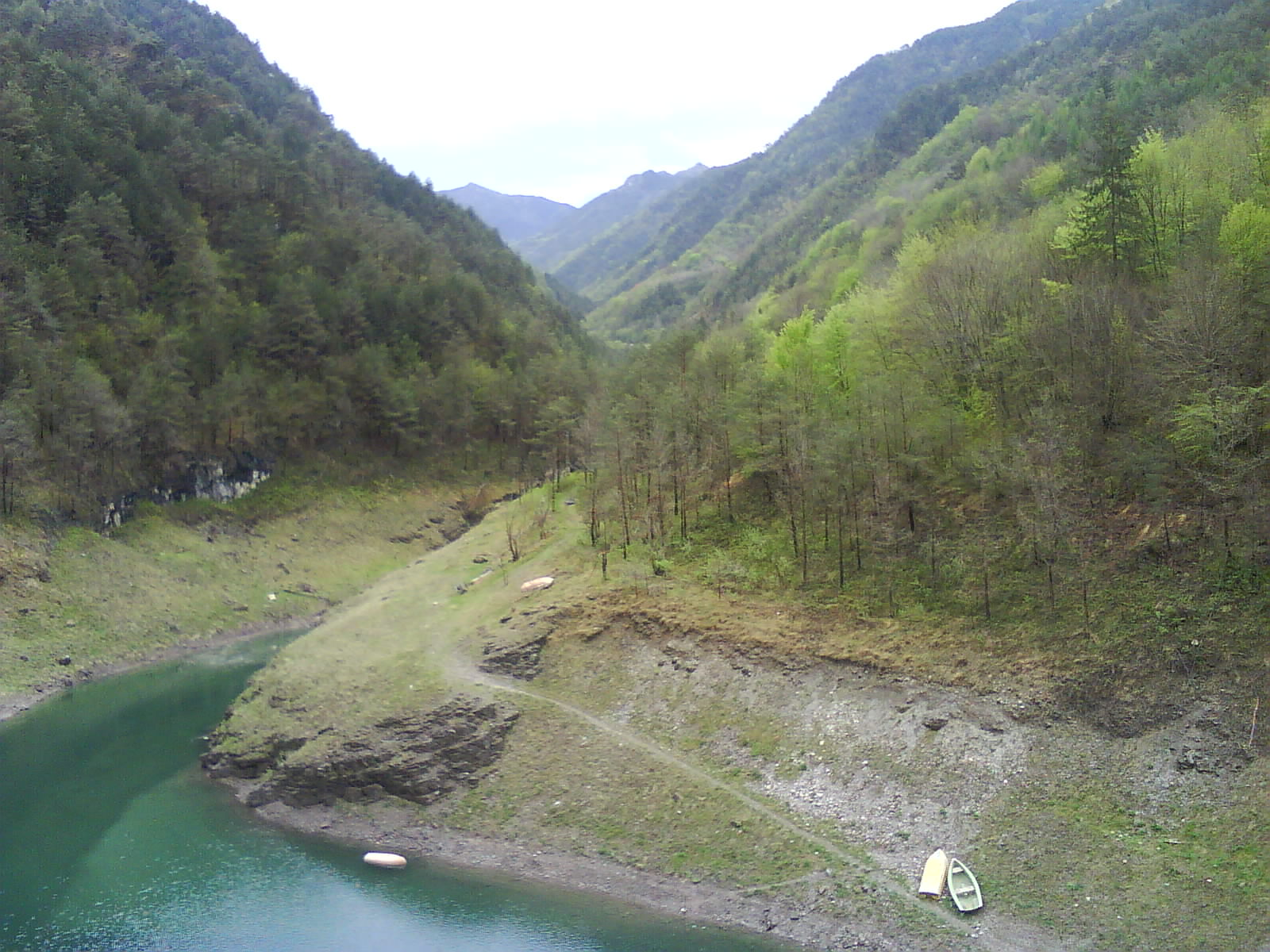
La Vallata del Droanello in Val Vestino vista dal ponte di Legnago. A destra corre il confine con il Comune di Gargnano e nel XVII secolo era confine di stato tra il Principato vescovile di Trento e la Repubblica di Venezia.Qui, nel novembre del 1606 furono uccisi da cacciatori di taglie Eliseo Baruffaldo di Val Vestino e Giovan Pietro Sette detto Pellizzaro, complici del Zanzanù.

L’azione repressiva del Mocenigo, diretta a fare terra bruciata intorno all’imprendibile bandito, ne provocò la dura reazione. Con una serie di attacchi a sorpresa, Giovanni Beatrice scese ripetutamente a Gargnano e nelle comunità limitrofe, scagliandosi contro i suoi nemici, appartenenti per lo più al ceto dei notabili locali, i quali si erano apertamente prodigati per l’abbattimento della sua casa. Per ritorsione egli diede fuoco ad alcune delle loro case.

### L’abbandono
Di fronte al clima incandescente e pericoloso venutosi a creare dopo il clamoroso rapimento del mercante veneziano Stefano Protasio, prelevato senza colpo ferire dalla sua abitazione di Toscolano, Giovanni Beatrice decise di abbandonare definitivamente la Riviera del Garda, trasferendosi nei territori limitrofi ed infine nel ducato di Parma, dove servì come condottiero militare al servizio di Ranuccio Farnese. Molto probabilmente nelle sue intenzioni si trattava di un addio definitivo ai luoghi in cui, per quasi un decennio, aveva cercato, quasi senza tregua, di condurre a termine la sua azione di vendetta, inserendosi in una spirale di inusitata violenza, che aveva infine travolto tutta la sua famiglia. Alcuni anni più tardi avrebbe ricordato questo periodo:
"Et perché Iddio che vidde l’intimo del mio core et conobbe le violenti cause che a certi eccessi mi condussero, mi providdi di rifugio sicuro in sì angusta necessità inspirando Principe grande d’Italia farmi salvocondotto et darmi carico d’alcune sue militie, dal quale ricevo tanto di stipendio, con che commodamente mantengo la mia famiglia".

### Il ritorno
Nella tarda primavera del 1615 Giovanni Beatrice è però segnalato nuovamente nei territori dell’Alta Riviera. Molto probabilmente l’imminente crisi tra Venezia e l’Austria che, nell’estate dello stesso anno, sarebbe sfociata nella guerra di Gradisca, l’aveva indotto a ritornare sui luoghi natii. Da subito il provveditorie veneziano Marco Barbarigo, sollecitato dagli avversari del Beatrice, assunse dei provvedimenti che costrinsero le comunità a combatterlo, così come a perseguire molti di coloro che l’avevano accolto con favore al suo ritorno. L’attività repressiva è testimoniata dalle numerose sentenze pronunciate tra il giugno e il luglio del 1615. L’azione del provveditore si rivolse soprattutto nei confronti dei numerosi sostenitori del bandito, che non disdegnavano di aiutarlo e di ospitarlo, nonostante le severe pene da lui minacciate a più riprese contro coloro che l’avessero protetto.
In particolare furono condannate due donne di Gargnano che, incuranti delle gravi conseguenze, furono bandite perché, come recitava la sentenza, furono “così ardite et temerarie di partirsi dalle proprie case et andar a rallegrarsi con detto Zanone della sua venuta dentro li confini, nel luoco di san Martin territorio di Gargnan, toccandoli la mano et facendogli diverse accoglienze” [17]

Il fuorilegge riprese così la sua attività di disturbo, contraddistinta in particolare dal sequestro di alcuni dei suoi avversari. Ma Giovanni Beatrice probabilmente intendeva rompere con il suo passato e nel giugno del 1616 presentò una supplica al Consiglio dei dieci, nella quale, ripercorrendo le fasi salienti della sua vita, chiedeva di potere essere liberato dai suoi numerosi bandi e di ritornare nei luoghi natii in cambio dell’offerta di servire, insieme ad alcuni suoi compagni, come uomo d’armi nella guerra allora in corso in Friuli. La proposta venne volutamente fatta cadere, molto probabilmente perché la sua immagine era ormai divenuta quella di un vero e proprio oppositore politico.

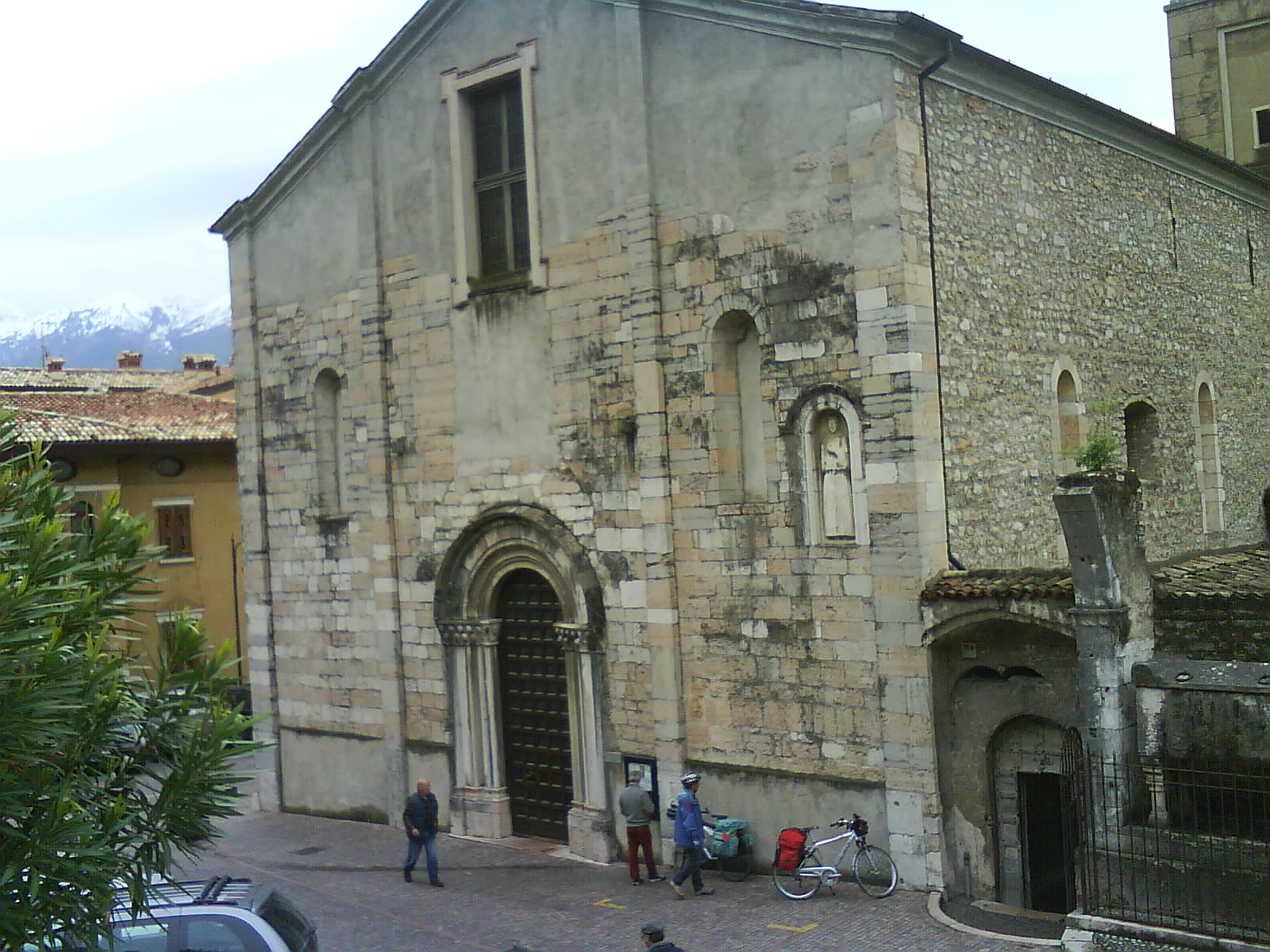
Gargnano. La chiesa e contrada di San Francesco.

### La morte
Nell’agosto del 1617 Giovanni Beatrice ritornò nuovamente in Riviera, insieme ad altri cinque uomini raccolti in tutta fretta. All’alba del 17 agosto 1617 Giovanni Beatrice scese dai monti ed entrò nella casa di Zuanne Cavaliere, un ricco possidente di Gardola di Tignale. La reazione della popolazione fu immediata e sorprendente. Gruppi di armati, guidati dai loro capi si gettarono all’inseguimento del Beatrice e dei suoi uomini che erano ripartiti portando con sé l’anziano notabile. Tutti i sei villaggi che componevano la comunità di Tignale si mossero, come in un disegno preordinato, per tagliare la strada ai banditi. La lunga attesa del nemico arciducale e il controllo esercitato dai capi locali sembrarono galvanizzare l’attacco contro il famoso bandito.
L’inaspettata reazione dei sei villaggi e l’improvvisa fuga dell’ostaggio, indussero i sei uomini a puntare rapidamente verso il confine. Gli uomini di Prabione di Tignale, già sopraggiunti nei sentieri più elevati, li costrinsero a rifugiarsi in un anfratto in località Visine.
Lo scontro fu aspro e violento, con diversi morti da entrambe le parti, ma anche inframmezzato di lunghi silenzi lancinanti nella calura estiva. Giovanni Beatrice rimase con soli due compagni, acquattato in quell’angusto anfratto, protetto da pietre e zolle disposte alla meglio. Verso sera fu infine costretto a tentare una sortita insieme ai due compagni sopravvissuti, calando precipitosamente, lungo uno dei tanti ruscelli che scendono a valle. Una sortita che avrebbe avuto un insperato successo se i tre banditi non avessero incontrato lungo la loro strada gli uomini di Gargnano, accorsi nel frattempo per porgere aiuto a quelli di Tignale.
Lo scontro si concluse così nella valle delle Monible, delimitata ancor oggi da due ruscelli, con l’uccisione cruenta dei tre banditi. Il giorno seguente, i loro corpi furono trasportati a Salò per la richiesta delle taglie e dei premi. Come era previsto dalle leggi, gli uomini delle due comunità dovevano comprovare con testimonianze l’avvenuta uccisione di Giovanni Beatrice e dei suoi compagni. Ma qualcosa non convinse le autorità: nella cruenta battaglia erano morti pure diversi abitanti della comunità. Chi li aveva uccisi? Chi si era impossessato delle armi di Giovanni Beatrice? Domande del tutto legittime: Giovanni Beatrice negli anni precedenti aveva goduto di favori e di protezioni. La sua immagine non coincideva di certo a tutto tondo con quella offerta dall’azione repressiva delle autorità veneziane e locali. La sua pistola, restituita infine da un uomo che aveva partecipato alle ultime fasi della battaglia, fu consegnata personalmente nelle mani del provveditore veneziano, che probabilmente la portò con sé a Venezia. Quella pistola, non diversamente dalle iscrizioni che il notabilato locale si affrettò ad affiggere nel pubblico palazzo di Salò in segno di damnatio memoriae si costituiva evidentemente come attestazione visibile del mito ormai raggiunto dal grande fuorilegge.

### L’ex-voto di Montecastello
Ma il mito di Giovanni Beatrice non sarebbe forse riuscito a superare le barriere del tempo e giungere sino a noi, se coloro che avevano partecipato alla grande battaglia non avessero deciso che la sua morte dovesse essere rappresentata come un evento miracoloso. L’anno seguente i notabili della comunità di Tignale pensarono bene che quanto era accaduto meritasse di essere ricordato e si dovesse, comunque, ringraziare la Madonna di Montecastello, la cui chiesetta sovrastava misericordiosa i sei villaggi che formano la comunità di Tignale. Fu commissionato un grande quadro che come ex-voto dovesse rappresentare il miracoloso evento avvenuto il 17 agosto 1617.
La consacrazione dell’insperata vittoria sanciva così la grande impresa della comunità e la continuità degli equilibri sociali minacciati dalle continue incursioni di Giovanni Beatrice. Il grande dipinto, che ancora oggi è conservato a Gardola, nel santuario della madonna di Montecastello, è attribuito al pittore Giovan Andrea Bertanza. La sequenza filmica degli eventi è riportata con grande maestria e forse il pittore volle rappresentarsi in quell’uomo che, quasi sorpreso ed attonito, fissa chi ammira il dipinto. Con l’ex-voto di Montecastello l’epopea di Giovanni Beatrice non cadde nell’oblio e, di generazione in generazione, è giunta sino a noi. Il pittore, di certo, esaudì la volontà dei notabili della comunità, ma seppe anche rappresentare quell’immagine che aveva cominciato ad assumere le sembianze del mito. Zuanne Zanon è ripreso in tutte le fasi del combattimento, sino alla morte. La sua fuga dall’anfratto in cui s’era rifugiato con i suoi uomini è descritta nei minimi particolari. La sua corsa affannosa verso valle, con a fianco il suo compagno, sul cui viso è impressa la morte ormai imminente, è tracciata ricorrendo a una descrizione dai toni epici. Il trasbordare rumoroso degli avversari, con fitti lanci di pietre e il frastuono rosso delle archibugiate, contrasta con la solitudine disperata e la fine del fuorilegge.
Il suo corpo abbandonato, disteso ai piedi di un grande macigno, è lambito da uno dei due ruscelli che costeggiano la valle delle Monible. Tutto sembra solennemente ruotare attorno a lui, anche i gruppi compatti degli uomini della comunità, protesi aggressivamente in avanti con i loro archibugi puntati.
Martire o truce e violento bandito? Il nostro pittore volle comunque essere molto preciso e rimanere aderente al dettagliato resoconto dei protagonisti della battaglia. Rappresentazione retorica dell’impresa della comunità e della grazia divina ad essa concessa tramite l’intercessione della Madonna di Montecastello, il dipinto esprime altresì una sorta di grandioso rito sacrificale, culminante con la morte di Zuanne Zanon il cui corpo giace inerte, circondato dagli attaccanti, proprio al centro del maestoso ex-voto.
Il pathos che attraversa il dipinto investe in tutta la sua grandezza lo stesso bandito e i suoi compagni che hanno saputo combattere sino alla morte. La loro non è una rappresentazione del Male: la tragicità dell’evento, rischiarato dalla grazia divina, sembra averli posti, anche se da sconfitti, in quella stessa aura di eroismo che anima la tensione dei corpi degli attaccanti. In realtà è Zuanne Zanon il vero protagonista di quel giorno memorabile. Le sue imprese precedenti sembrano riscattarsi in quella morte tragica e inesorabile. Il nostro pittore, forse inconsapevolmente, riuscì ad esprimere magistralmente nella sua opera tutta l’ambiguità insita nell’immagine del bandito.

### La Memoria
Il dipinto di Giovan Andrea Bertanza doveva magnificare il valore della comunità, indicare a tutti la tenacia e l’ardimento dei suoi abitanti e l’aiuto loro porto dalla grazia divina. In realtà si costituì pure nei secoli come veicolo di trasmissione di un’epopea che già aveva cominciato ad assumere la dimensione del mito nel corso della vita di un uomo che il gioco crudele del destino aveva trasformato in un truce e crudele bandito. Quello di Zuanne Zanon, più volte ripetuto a commento delle varie scene del dipinto, si sarebbe successivamente trasformato nell’efficace contrazione di Zanzanù. E il mito, che inizialmente adombrava in sé la complessità della vita di un uomo, a partire dall’Ottocento avrebbe assunto tratti decisamente negativi. Giovanni Beatrice, ormai divenuto Zanzanù, a livello colto sarebbe stato soprattutto ricordato per le sue malefatte e per i crimini che gli erano stati attribuiti così generosamente nel corso della sua vita. Solamente nel folklore locale e nella tradizione trasmessa oralmente il mito del famoso fuorilegge avrebbe mantenuto quella complessità che aveva dato corpo alla vita di un uomo e agli eventi che lo accompagnarono nel corso della sua esistenza.